# Бад Ендорф
Бад Ендорф (њем. Bad Endorf) град је у њемачкој савезној држави Баварска. Једно је од 46 општинских средишта округа Розенхајм. Према процјени из 2010. у граду је живјело 7.743 становника. Посједује регионалну шифру (AGS) 9187128.

## Географски и демографски подаци
Бад Ендорф се налази у савезној држави Баварска у округу Розенхајм. Град се налази на надморској висини од 522 метра. Површина општине износи 40,1 km². У самом граду је, према процјени из 2010. године, живјело 7.743 становника. Просјечна густина становништва износи 193 становника/km².